# Mathias Lauda
Mathias Lauda (* 30. Jänner 1981 in Salzburg) ist ein österreichischer Automobilrennfahrer. Zwischen 2006 und 2009 fuhr er in der DTM für Mercedes-Benz. Er ist ein Sohn des dreimaligen Formel-1-Weltmeisters Niki Lauda.

## Karriere

### Anfänge im Motorsport
Lauda ist der Sohn des dreifachen Formel-1-Weltmeisters Niki Lauda und dessen damaliger Ehefrau Marlene. Er hat einen Bruder aus dieser Ehe (Lukas), der ihn heute managt. Lauda startete als Späteinsteiger seine Motorsport-Karriere 2002 im Gegensatz zu vielen anderen Rennfahrern nicht im Kartsport, sondern in der Formel Nissan 2000. Er fuhr auch zwei Rennen in der Formel Volkswagen und ein Rennen in der spanischen Formel-3-Meisterschaft. 2003 wechselte der Österreicher in die World Series Light, einer Unterkategorie der World Series by Nissan, und wurde Achter im Gesamtklassement. 2004 nahm Lauda an einigen Rennen der Euro 3000 teil.
Hauptsächlich konzentrierte sich der Österreicher in der Saison 2004 auf sein Engagement in der Formel 3000, die im Rahmenprogramm der Formel 1 ausgetragen wurde. Als Teamkollege von José María López startete er für den von Coloni Motorsport betreuten Rennstall CMS Performance. Lauda, der nicht mit seinem Teamkollegen mithalten konnte, belegte am Saisonende den 13. Gesamtrang. 2005 ging Lauda für Coloni Motorsport in der GP2-Serie, der Nachfolgeserie der Formel 3000, an den Start. Es gelang ihm nur einmal, Punkte einzufahren, und er konnte erneut nicht mit seinem Teamkollegen Gianmaria Bruni, einem ehemaligen Formel-1-Fahrer, mithalten. Auch nachdem Bruni das Team drei Rennwochenenden vor Schluss verlassen hatte, konnte der Österreicher nicht auf sich aufmerksam machen und belegte am Saisonende den 21. Rang in der Fahrerwertung

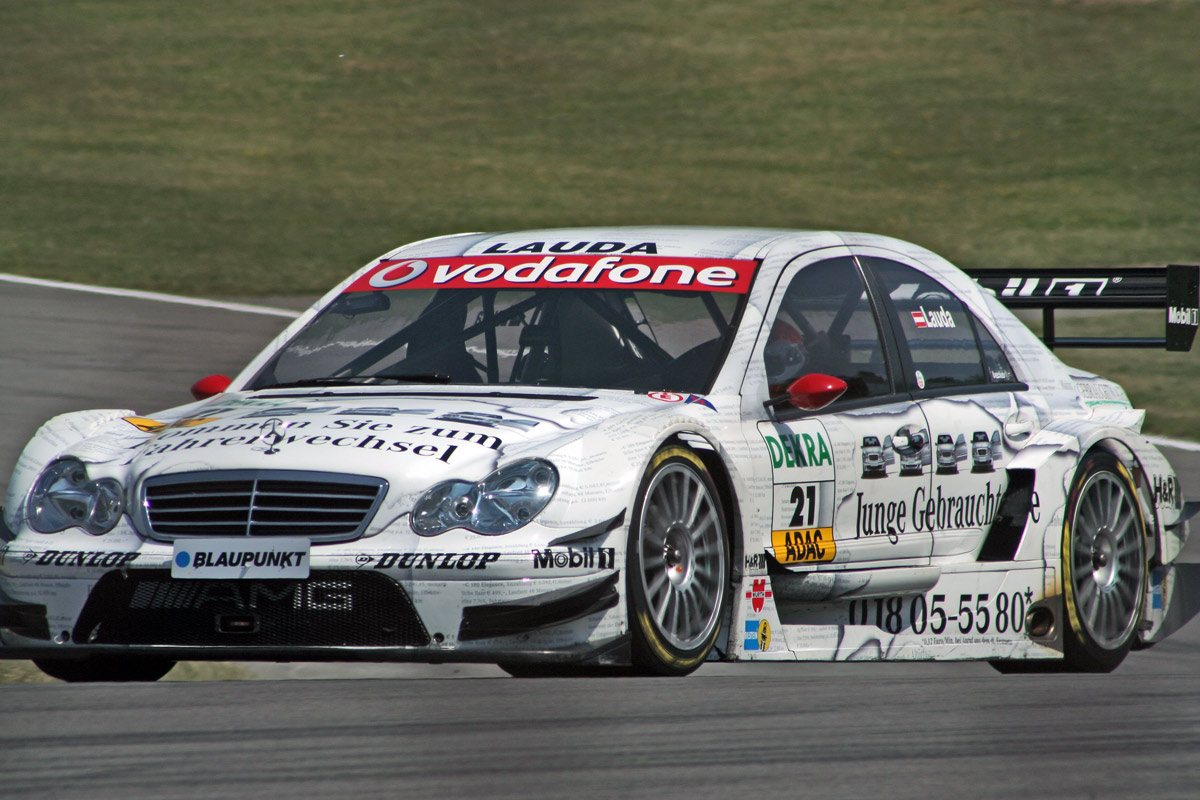
Mathias Lauda in Brands Hatch 2006

 Nachdem er im Winter in der A1GP-Saison 2005/2006 gefahren war, kehrte Lauda dem Formelsport den Rücken und wechselte 2006 in die DTM. Er ging für Mercedes-Benz mit dem Team Persson Motorsport an den Start. Ihm gelang es nicht, Punkte einzufahren, und er belegte am Saisonende den 18. Gesamtrang. In der Saison 2007 ging er mit einer AMG-Mercedes C-Klasse aus der Vorsaison für das Team Mücke Motorsport an den Start. Lauda holte in der Saison erstmals Punkte und belegte am Saisonende den 15. Platz in der Gesamtwertung. 2008 kehrte Lauda zu Persson zurück und erhielt erneut einen Jahreswagen von Mercedes-Benz. Am Saisonende belegte er erneut den 15. Gesamtrang. 2009 wechselte Lauda wieder zurück zu Mücke und ging dort erneut in einem Jahreswagen von Mercedes-Benz an den Start. Als Teamkollege von Maro Engel belegte er am Saisonende den 15. Gesamtrang. Sein Vertrag für 2010 wurde nicht verlängert, und so wurde Lauda bei Mücke durch den ehemaligen Formel-1-Fahrer David Coulthard ersetzt.
Da Lauda 2010 ohne festes Renncockpit dastand, fuhr er 2011 für das Team Konrad Motorsport im Porsche Mobil 1 Supercup. Er beendete die Saison ohne Punkte auf dem 40. Gesamtrang. 2012 fuhr er in der FIA-GT1-Weltmeisterschaft für BMW Team Vita4One. Mit einem BMW Z4 GT3 erreichte er gemeinsam mit Nikolaus Mayr-Melnhof zwei Podiumsplatzierungen und schloss die Saison auf Rang zwölf ab. Nach einer Auszeit 2013 fuhr er das darauffolgende Jahr in der NASCAR Whelen Euro Series. Er erlangte einen Sieg auf dem Tours Speedway und beendete die Saison auf Platz neun.
2015 bis 2019 fuhr Lauda in der FIA-Langstrecken-Weltmeisterschaft einen werksseitig eingesetzten Aston Martin Vantage GTE, den er sich z. B. mit Pedro Lamy und Paul Dalla Lana teilte.

## Persönliches
Lauda lebt seit 1996 in Barcelona.
Bei der TV total Stock Car Crash Challenge gewann er 2005 das Rodeorennen.
Lauda ist seit dem Rennen in Le Castellet 2021 als Formel-1-Experte bei ServusTV tätig.

## Statistik

### Karrierestationen
- 2002: Formel Nissan 2000 (Platz 12)
- 2003: World Series Light (Platz 8)
- 2004: Formel 3000 (Platz 13)
- 2005: GP2-Serie (Platz 21)
- 2006: DTM (Platz 18); A1GP-Saison 2005/2006
- 2007: DTM (Platz 15)
- 2008: DTM (Platz 15)
- 2009: DTM (Platz 15)
- 2011: Porsche Supercup (Platz 12)
- 2012: Porsche Supercup (Platz 40)
- 2012: FIA-GT1-Weltmeisterschaft (Platz 12)
- 2014: NASCAR Whelen Euro Series (Platz 9)
- 2015: FIA-Langstrecken-Weltmeisterschaft (Platz 3 LMGTE Am)
- 2016: FIA-Langstrecken-Weltmeisterschaft (Platz 3 LMGTE Am)

### Le-Mans-Ergebnisse
| Jahr | Team                | Fahrzeug                 | Teamkollege     | Teamkollege | Platzierung     | Ausfallgrund |
| ---- | ------------------- | ------------------------ | --------------- | ----------- | --------------- | ------------ |
| 2015 | Aston Martin Racing | Aston Martin Vantage GTE | Paul Dalla Lana | Pedro Lamy  | Ausfall         | Unfall       |
| 2016 | Aston Martin Racing | Aston Martin Vantage GTE | Paul Dalla Lana | Pedro Lamy  | nicht klassiert |              |
| 2017 | Aston Martin Racing | Aston Martin Vantage GTE | Paul Dalla Lana | Pedro Lamy  | Rang 36         |              |
| 2018 | Aston Martin Racing | Aston Martin Vantage GTE | Paul Dalla Lana | Pedro Lamy  | Ausfall         | Unfall       |
| 2019 | Aston Martin Racing | Aston Martin Vantage GTE | Paul Dalla Lana | Pedro Lamy  | Ausfall         | Unfall       |

### Sebring-Ergebnisse
| Jahr | Team                | Fahrzeug                 | Teamkollege     | Teamkollege     | Teamkollege | Platzierung | Ausfallgrund |
| ---- | ------------------- | ------------------------ | --------------- | --------------- | ----------- | ----------- | ------------ |
| 2015 | Aston Martin Racing | Aston Martin Vantage V8  | Paul Dalla Lana | Darren Turner   | Pedro Lamy  | Rang 17     |              |
| 2016 | Aston Martin Racing | Aston Martin Vantage GT3 | Paul Dalla Lana | Richie Stanaway | Pedro Lamy  | Rang 30     |              |
| 2018 | Spirit of Race      | Ferrari 488 GT3          | Paul Dalla Lana | Daniel Serra    | Pedro Lamy  | Rang 28     |              |